# Leander Haußmann
Pour les articles homonymes, voir Hausmann.
Leander Haußmann est un metteur en scène de théâtre et de cinéma et acteur allemand né le 26 juin 1959 à Quedlinburg.

## Carrière

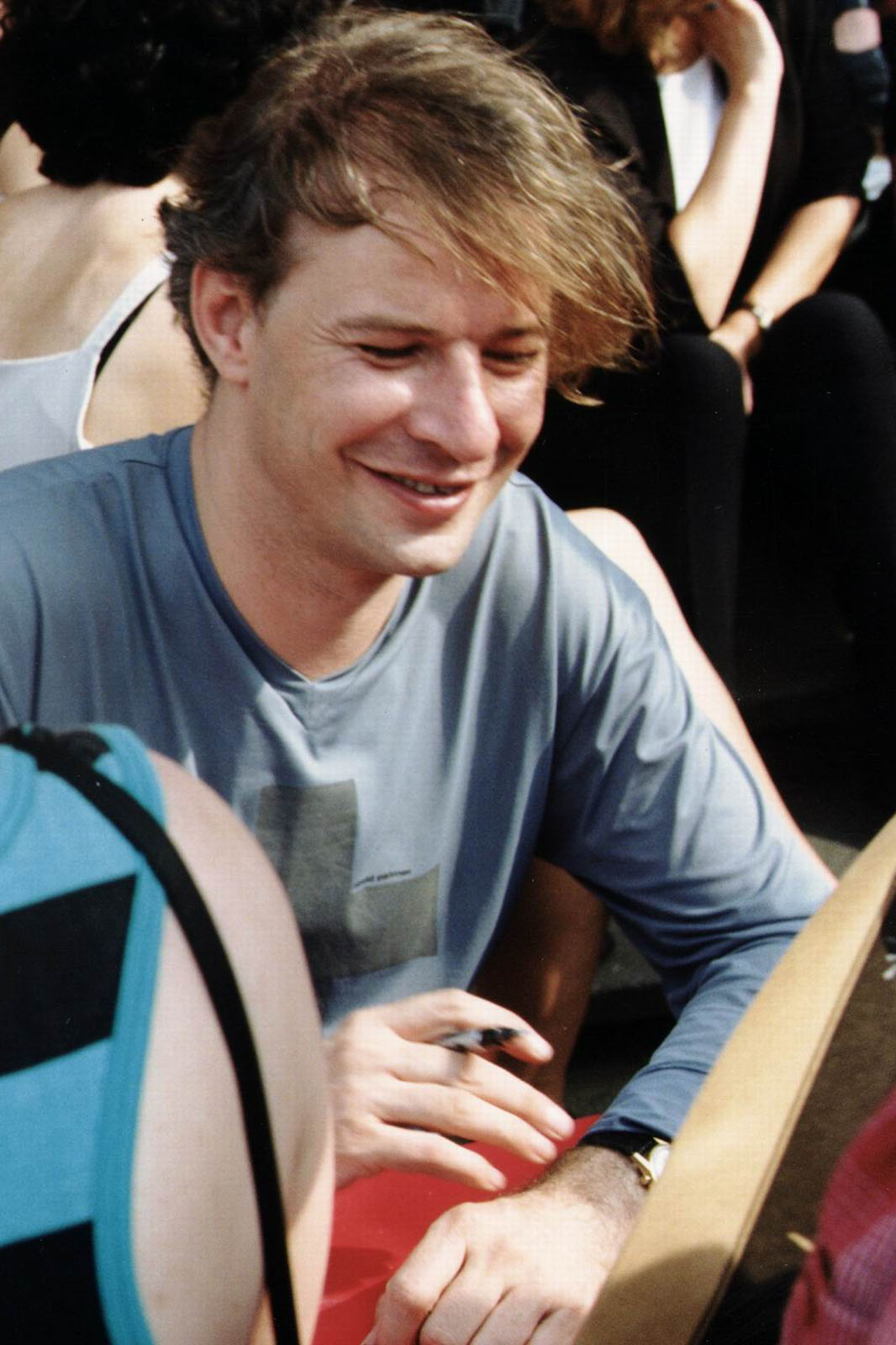
Leander Haußmann en 2000, lors de ses adieux au Schauspielhaus de Bochum.

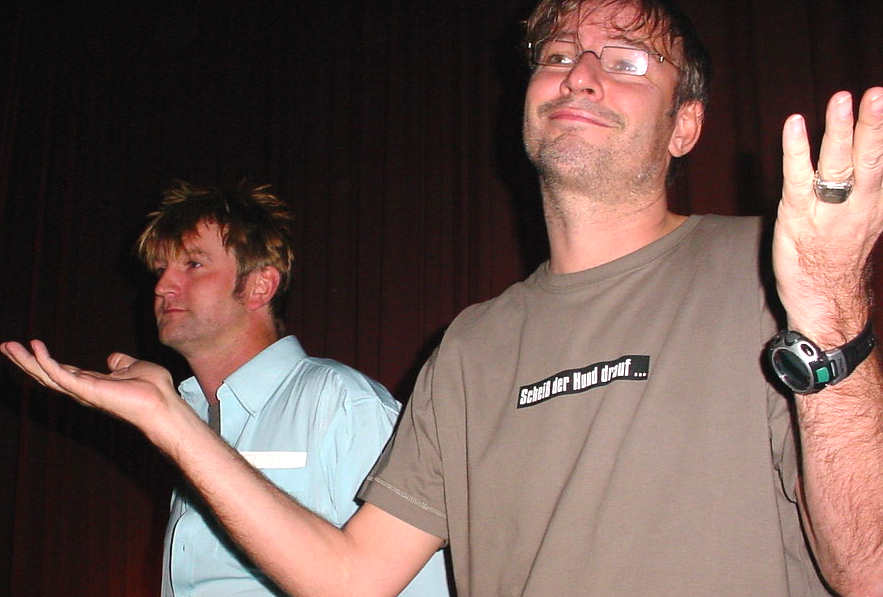
Leander Haußmann (à droite) et Detlev Buck lors du festival de Biberach en 2003.

Fils de l'acteur Ezard Haußmann et de la costumière Doris Haußmann, il entame des études d'imprimerie avant d'assister, à partir de 1982, à l'école d'art dramatique « Ernst Busch » (Hochschule für Schauspielkunst „Ernst Busch“ Berlin) à Berlin. Après plusieurs pièces comme comédien, il devient metteur en scène de 1990 à 1995 au Théâtre national allemand de Weimar.
De 1995 à 2000, Leander Haußmann est directeur du renommé théâtre Schauspielhaus de Bochum où il se fait remarquer, notamment  pour sa mise en scène à succès de Roméo et Juliette au Residenztheater de Munich, tout comme pour les scandales déclenchés par ses adaptations de La Chauve-Souris à l'Opéra d'État de Bavière et de Peter Pan au festival de Vienne (Wiener Festwochen).
Parallèlement, Haußmann entame une carrière au cinéma, tout d'abord comme acteur dans le film Männerpension de Detlev Buck, puis comme réalisateur avec Sonnenallee (1999), une comédie sur la vie de jeunes Berlinois de l'Est passionnés de rock 'n' roll anglo-saxon pendant les années 1970. Après le succès de Sonnenallee, il adapte avec Herr Lehmann le roman éponyme de Sven Regener (2003) sur le Kreuzberg peu avant la chute du Mur de Berlin, puis NVA, une comédie sur la Nationale Volksarmee, l'armée de la République démocratique allemande. Comme acteur, il participe notamment aux films Soloalbum et Eierdiebe (2003)
En 2005, il adapte avec Boris Naujoks la pièce Cabale et Amour de Schiller pour la chaîne de télévision allemande ZDF.

## Mises en scène

### Au théâtre (liste sélective)
- 1989 : Hedda Gabler de Henrik Ibsen, Landestheater Parchim
- 1990 : Une maison de poupée de Henrik Ibsen, Nationaltheater Weimar
- 1992 : Songe d'une nuit d'été de William Shakespeare, Nationaltheater Weimar
- 1993 : Roméo et Juliette de William Shakespeare, Residenztheater de Munich
- 1993 : Antigone de Sophocle, Festival de Salzbourg
- 1995 : Platonov de Anton Tchekhov, Schauspielhaus Bochum
- 1996 : Germania 3. Les spectres du mort-homme de Heiner Müller, première au Schauspielhaus de Bochum
- 1999 : John Gabriel Borkman de Henrik Ibsen, Schauspielhaus Bochum
- 2000 : Die Legende von Paul und Paula de Ulrich Plenzdorf, Volksbühne Berlin
- 2001 : Le Malade imaginaire de Molière, Théâtre Thalia de Hambourg
- 2001 : La Dispute de Marivaux, Munich
- 2002 : Songe d'une nuit d'été de William Shakespeare, Berliner Ensemble
- 2003 : La Tempête de William Shakespeare, Berliner Ensemble

### Au cinéma
- 1999 : Sonnenallee
- 2003 : Herr Lehmann
- 2005 : NVA (de)
- 2007 : Pourquoi les hommes n'écoutent jamais rien et pourquoi les femmes ne savent pas lire les cartes routières ? (Warum Männer nicht zuhören und Frauen schlecht einparken?)
- 2009 : Dinosaurier (de)
- 2011 : Hotel Lux (de)
- 2013 : Hai-Alarm am Müggelsee (de)
- 2017 : Das Pubertier (de)
- 2022 : Stasikomödie (de)

### À la télévision
- 1991 : Die Verschwörung des Fiesco zu Genua
- 1997 : Das 7. Jahr – Ansichten zur Lage der Nation (documentaire, coréalisation)
- 2000 : John Gabriel Borkman
- 2001 : Denk ich an Deutschland … (de) (documentaire)
- 2005 : Kabale und Liebe

## Récompenses
- En juin 1991 Leander Haußmann obtient le prix de la Fondation Dr Otto Kasten.
- En 1996 il obtient un « Bambi », un prix de la télévision allemande
- Leander Haußmann et Thomas Brussig obtiennent en février 1999 pour Sonnenallee le prix le plus rémunéré pour un scénario : le Drehbuchpreis des Beauftragten der Bundesregierung für Angelegenheiten der Kultur und Medien (« Prix du scénario du Délégué du gouvernement fédéral pour les initiatives dans la culture et les médias »